# خوان كاميلو انجولو
خوان كاميلو انجولو (بالإسبانية: Juan Camilo Angulo)‏ (26 أغسطس 1988 في كولومبيا - ) هو لاعب كرة قدم كولومبي في مركز الظهير. لعب مع أمريكا دي كالي وإنديبندينتي ميديلين وتيغري وشانغهاي غرينلاند شينهوا ونادي باهيا وكوكوتا ديبورتيفو ‏.

## وصلات خارجية
- خوان كاميلو انجولو على موقع قاعدة بيانات كرة القدم.إي يو (الإنجليزية)
- خوان كاميلو انجولو على موقع Soccerway.com (الإنجليزية)
- خوان كاميلو انجولو على موقع AS.com (الإسبانية)